# IYiYi
iYiYi è un singolo del cantante australiano Cody Simpson, pubblicato il 1º giugno 2010 ed inserito nell'album 4 U. Il brano figura la collaborazione del rapper statunitense Flo Rida. È stato presentato ai Nickelodeon Australian Kids' Choice Awards 2010.

## Tracce
Download digitale
1. iYiYi – 3:55

## Piazzamenti in classifica
| Classifica          | Posizione raggiunta |
| ------------------- | ------------------- |
| Ultratip Belgio     | 33                  |
| ARIA Australia      | 19                  |
| Nuova Zelanda RIANZ | 29                  |